# 羅沙
羅沙主教（D. Hilário de Santa Rosa，遞屬於聖方濟各會），是第5任天主教－－澳門教區主任。
1739年受委任於天主教澳門教區主任一職，并在1742年到澳門任職。任內期間修葺大堂，建立教區基金會為民使用。
1750年返回葡萄牙退隱里斯本。
羅沙主教一生清廉，愛民如子，可惜死於清貧。